# Lagkommissionen
Lagkommissionen kallas en svensk juristgrupp som den 6 december 1686 tillsattes av Karl XI för att, under ordförandeskap av Erik Lindschöld, revidera landslagen. Lagkommissionens arbete ledde till 1734 års lag.

## Historia
Vid lagkommissionens första sammanträde fyra dagar därefter fördelades arbetet mellan ledamöterna på det sättet, att varje ledamot övertog en särskild balk i gamla lagen. Eftersom ledamöterna i lagkommissionen dessutom skulle utföra sina ordinarie befattningar, gick dock arbetet långsamt. Vid Lindschölds död (1690) hade endast giftermåls- och ärvdabalkarna i sin helhet  blivit genomgångna och granskade av kommissionen, medan vissa delar av övriga balkar endast varit föremål för kommissionens diskussioner. 
Till Lindschölds efterträdare som ordförande i kommissionen förordnades Nils Gyldenstolpe. År 1691 delgavs de färdiga giftermåls- och ärvdabalkarna till hovrätterna samt underdomstolarna, vilka skulle sammanträda länsvis. Samma år upplästes förslaget till byggningabalk och rättades i kommissionen, varefter även denna balk delgavs domstolarna. 
De båda följande åren dels reviderades de tre utarbetade balkarna med anledning av de kommentarer, som kommit in, dels granskades ett förslag rörande ett stort antal punkter i processen. Sistnämnda förslag, sedan det delgivets och påpekande kommit in, granskades ytterligare 1694 och 1695, varefter det föredrogs för konungen samt stadfästes av honom och  utfärdades som Stadga och förordning innehållande stadga till grund för vissa delar av rättegångsbalken i 1734 års lag. 
Under slutet av 1694 och början av 1695 granskades förslaget till jordabalk, varefter denna balk, i likhet med de föregående balkarna, delgavs ovan nämnda myndigheter. Sedan de fyra första balkarna sålunda blivit genomgångna, påbörjades i maj 1695 granskningen av brottmålsbalkarna, vilka i de första förslagen inte var sammandragna till en balk, utan i likhet med Landslagens brottmålsadelning fördelade i högmåls- och edsöresbalkarna, dråpmåls-, såramåls-, hors- och lägersmåls- samt tjuveribalkarna. 
Såväl jordabalken och brottmålsbalkarna, som en av kommissionen upprättad konungabalk underställdes 1696 -1709 förnyad granskning med anledning av inkomna remissvar. Efter Gyldenstolpes död (1709) utsågs till kommissionens ordförande grefve Gustaf Cronhielm. Därefter fortsatte kommissionen sitt arbete med växelstadgan och rättegångsbalken. På kommissionens förslag överlämnades alla de färdiga balkarna, sannolikt med undantag av konungabalken, till professor Carl Lundius i Uppsala, som 1713 lämnade en av honom föreslagen redigering av de balkar han granskat. 
Åren 1714-16 underställdes samtliga balkarna i lagen, med undantag av handelsbalken, en förnyad granskning. Handelsbalken föredrogs i lagkommissionen första gången 1717 och 1718, och avhandlades under sistnämnda år med kollegier, guvernörer, landshödingar, magistrater och handlanden samt granskades åter i lagkommissionen 1722.
Vid riksdagen 1723 anmälde lagkommissionen, att balkarna då ytterligare reviderats, så att en homogen lagstil blivit införd. Detta arbete hade verkställts av Cronhielm. I riksdagsbeslutet yttrade ständerna, att de funnit det nödvändigt, att lagbalkarna, innan de gavs ut till allmän efterrättelse, ytterligare borde jämkas för att stämma överens med de under senare tider utgivna stadgarna och förordningarna, samt att en konungabalk blev författad. 
Greve Cronhielm gavs 1724 uppgiften att verkställa ständernas beslut. Nya fullmakter för nio kommissionsmedlemmar utfärdades samma år, och till riksdagen 1726 hade lagkommissionen gått igenom och rättat giftermåls-, ärvda- och jordabalkarna. Riksdagsbeslutet blev nu, att med lagverket borde påskyndas, att lagen kunde stadfästas på följande riksdag.  Under åren 1727 - 29 fortsatte granskningen av de efterföljande balkarna, och under 1730 skedde en sista granskning av samtliga balkar, varvid brottmålsbalkarna slogs samman till en gemensam balk, missgärningsbalken. 
Vid riksdagen 1731 granskades och antogs giftermåls-, ärvda-, jorda-, byggninga- samt missgärningsbalkarna av ständerna, varefter ständerna vid 1734 års riksdag antog straffbalken, utsöknings-, handels- och rättegångsbalkarna, samt slutligen de av lagkommissionen, med anledning av ständernas anmärkningar och beslut under denna och föregående riksdag, utarbetade och förändrade förslagen till vissa stadganden i lagen. 
Lagkommissionen införde därefter de av ständerna beslutna ändringarna i förslaget och ombesörjde lagens tryckning. I en skrivelse den 14 februari 1736 anmälde kommissionen, att lagen då var tryckt och utgiven.
Efter den ingående granskningen, bildade således lagkommissionens arbete grundval för Sveriges rikes lag av år 1734, som ersatte de gamla lands- och statslagarna. Därefter upptogs kommissionens arbete mest av lagförklaringar och andra tolkningsfrågor. Lagkommissionen upplöstes år 1808.